# Veikkausliiga 2023
La temporada 2023 fue la edición número 93 de la Veikkausliiga. La temporada comenzó el 5 de abril y finalizó el 5 de noviembre.
El campeón defensor fue el HJK Helsinki.

## Formato
Los 12 equipos participantes jugaron entre sí todos contra todos dos veces totalizando 22 partidos cada uno, al término de la fecha 22, los 6 primeros clasificados pasaron al grupo campeonato y los 6 restantes pasaron al grupo descenso.
En el grupo campeonato los 6 equipos jugaron entre sí todos contra todos una vez totalizando 27 partidos cada uno, al término de la fecha 27, el primer clasificado se coronó campeón y obtuvo un cupo para la primera ronda de la Liga de Campeones de la UEFA 2024-25, mientras que el segundo obtuvo un cupo para la primera ronda de la Liga Europa Conferencia de la 2024-25, el último cupo a dicho torneo fue establecido mediante play-offs clasificatorios.
En el grupo descenso los 6 equipos jugaron entre sí todos contra todos una vez totalizando 27 partidos cada uno, al término de la fecha 27, el penúltimo clasificado jugó el play-off por la permanencia contra el subcampeón de la Ykkönen 2023 por un lugar en la próxima temporada y el último clasificado descendió directamente a la Ykkönen 2024.
Un tercer cupo para la primera ronda de la Liga Europa Conferencia de la 2024-25 fue asignado al campeón de la Copa de Finlandia.

## Ascensos y descensos
| Pos. | Descendidos de la Veikkausliiga 2022 |
| ---- | ------------------------------------ |
| 12.º | HIFK                                 |

| Pos. | Ascendidos de la Ykkönen 2022 |
| ---- | ----------------------------- |
| 1.º  | KTP                           |

## Equipos participantes
| Equipo        | Ciudad      | Estadio                | Capacidad |
| ------------- | ----------- | ---------------------- | --------- |
| Haka          | Valkeakoski | Tehtaan kenttä         | 3516      |
| HJK           | Helsinki    | Bolt Arena             | 10 776    |
| Honka         | Tapiola     | Tapiolan Urheilupuisto | 5000      |
| Ilves         | Tampere     | Estadio Tampere        | 16 800    |
| Inter Turku   | Turku       | Veritas Stadion        | 9300      |
| KTP           | Kotka       | Arto Tolsa Areena      | 4780      |
| KuPS          | Kuopio      | Väre Areena            | 5000      |
| Lahti         | Lahti       | Lahden Stadion         | 14 500    |
| IFK Mariehamn | Mariehamn   | Wiklöf Holding Arena   | 4000      |
| Oulu          | Oulu        | Raatti Stadion         | 6000      |
| SJK           | Seinäjoki   | OmaSP Stadion          | 6000      |
| VPS           | Vaasa       | Hietalahti Stadion     | 6000      |

## Temporada regular

### Tabla de posiciones
| Pos. | Equipo        | Pts. | PJ | G  | E | P  | GF | GC | Dif. | Clasificación 2023 |
| ---- | ------------- | ---- | -- | -- | - | -- | -- | -- | ---- | ------------------ |
| 1    | HJK           | 44   | 22 | 12 | 8 | 2  | 39 | 19 | +20  | Grupo Campeonato   |
| 2    | KuPS          | 43   | 22 | 13 | 4 | 5  | 34 | 15 | +19  | Grupo Campeonato   |
| 3    | SJK           | 38   | 22 | 11 | 5 | 6  | 29 | 24 | +5   | Grupo Campeonato   |
| 4    | VPS           | 36   | 22 | 11 | 3 | 8  | 30 | 23 | +7   | Grupo Campeonato   |
| 5    | Honka         | 35   | 22 | 10 | 5 | 7  | 23 | 17 | +6   | Grupo Campeonato   |
| 6    | Inter Turku   | 34   | 22 | 10 | 4 | 8  | 33 | 31 | +2   | Grupo Campeonato   |
| 7    | Oulu          | 31   | 22 | 9  | 4 | 9  | 32 | 37 | −5   | Grupo Descenso     |
| 8    | Haka          | 24   | 22 | 5  | 9 | 8  | 27 | 37 | −10  | Grupo Descenso     |
| 9    | Lahti         | 22   | 22 | 5  | 7 | 10 | 21 | 32 | −11  | Grupo Descenso     |
| 10   | Ilves         | 20   | 22 | 4  | 8 | 10 | 20 | 27 | −7   | Grupo Descenso     |
| 11   | KTP           | 20   | 22 | 5  | 5 | 12 | 20 | 33 | −13  | Grupo Descenso     |
| 12   | IFK Mariehamn | 15   | 22 | 3  | 6 | 13 | 21 | 34 | −13  | Grupo Descenso     |

 Fuente: Veikkausliiga

### Resultados
| Local \ Visitante | HAK | HJK | HON | ILV | INT | KTP | KPS | LAH | MAR | OUL | SJK | VPS |
| ----------------- | --- | --- | --- | --- | --- | --- | --- | --- | --- | --- | --- | --- |
| Haka              |     | 1–1 | 1–1 | 1–1 | 2–2 | 4–2 | 2–2 | 1–1 | 1–1 | 2–2 | 1–0 | 2–2 |
| HJK               | 2–0 |     | 2–0 | 1–0 | 4–1 | 1–0 | 2–2 | 0–1 | 4–2 | 1–1 | 0–0 | 4–0 |
| Honka             | 0–2 | 1–1 |     | 2–0 | 1–0 | 0–1 | 0–1 | 3–0 | 2–1 | 4–1 | 0–0 | 1–0 |
| Ilves             | 1–2 | 1–1 | 1–1 |     | 2–1 | 1–0 | 0–3 | 2–2 | 0–0 | 1–2 | 1–1 | 0–2 |
| Inter Turku       | 3–0 | 1–3 | 2–0 | 2–1 |     | 2–1 | 1–1 | 2–1 | 1–1 | 2–1 | 1–2 | 0–2 |
| KTP               | 1–2 | 3–3 | 1–2 | 0–0 | 1–4 |     | 0–0 | 2–0 | 2–1 | 0–2 | 0–2 | 1–0 |
| KuPS              | 3–0 | 2–1 | 0–1 | 1–0 | 1–2 | 2–0 |     | 2–0 | 0–1 | 1–0 | 3–0 | 0–1 |
| Lahti             | 1–0 | 1–2 | 1–0 | 3–2 | 1–2 | 0–0 | 3–4 |     | 0–2 | 1–2 | 1–1 | 0–2 |
| IFK Mariehamn     | 2–1 | 0–0 | 0–1 | 1–1 | 0–2 | 0–0 | 0–2 | 2–3 |     | 1–2 | 0–2 | 1–2 |
| Oulu              | 3–0 | 1–3 | 1–3 | 0–3 | 1–1 | 3–1 | 0–2 | 1–1 | 3–2 |     | 0–3 | 2–1 |
| SJK               | 2–1 | 1–2 | 1–0 | 1–0 | 2–1 | 2–3 | 1–0 | 0–0 | 3–2 | 1–4 |     | 2–1 |
| VPS               | 4–1 | 0–1 | 0–0 | 0–2 | 3–0 | 2–1 | 0–2 | 0–0 | 2–1 | 3–0 | 3–2 |     |

## Grupo Campeonato

### Tabla de posiciones
| Pos. | Equipo      | Pts. | PJ | G  | E | P  | GF | GC | Dif. | Clasificación 2024-25                                 |
| ---- | ----------- | ---- | -- | -- | - | -- | -- | -- | ---- | ----------------------------------------------------- |
| 1    | HJK (C)     | 53   | 27 | 15 | 8 | 4  | 50 | 26 | +24  | Primera ronda clasificatoria de Liga de Campeones     |
| 2    | KuPS        | 53   | 27 | 16 | 5 | 6  | 41 | 20 | +21  | Primera ronda clasificatoria de Liga Conferencia      |
| 3    | VPS         | 49   | 27 | 15 | 4 | 8  | 41 | 26 | +15  | Play-offs (final) para la Liga Conferencia            |
| 4    | SJK         | 42   | 27 | 12 | 6 | 9  | 35 | 33 | +2   | Play-offs (cuartos de final) para la Liga Conferencia |
| 5    | Honka       | 41   | 27 | 12 | 5 | 10 | 29 | 27 | +2   | Play-offs (cuartos de final) para la Liga Conferencia |
| 6    | Inter Turku | 35   | 27 | 10 | 5 | 12 | 35 | 40 | −5   | Play-offs (cuartos de final) para la Liga Conferencia |

 Fuente: Veikkausliiga

### Resultados
| Local \ Visitante | HJK | HON | INT | KPS | SJK | VPS |
| ----------------- | --- | --- | --- | --- | --- | --- |
| HJK               |     | 3–0 | 2–0 | 1–2 |     |     |
| Honka             |     |     | 3–0 |     |     | 0–3 |
| Inter Turku       |     |     |     | 0–1 | 1–2 |     |
| KuPS              |     | 3–1 |     |     | 1–1 | 0–2 |
| SJK               | 2–3 | 1–2 |     |     |     | 0–2 |
| VPS               | 3–2 |     | 1–1 |     |     |     |

## Grupo Descenso

### Tabla de posiciones
| Pos. | Equipo            | Pts. | PJ | G  | E  | P  | GF | GC | Dif. | Descenso                                         |
| ---- | ----------------- | ---- | -- | -- | -- | -- | -- | -- | ---- | ------------------------------------------------ |
| 1    | Oulu              | 38   | 27 | 11 | 5  | 11 | 41 | 45 | −4   | Play-offs (cuartos de final) Liga Conferencia    |
| 2    | Ilves             | 33   | 27 | 8  | 9  | 10 | 35 | 33 | +2   | Segunda ronda clasificatoria de Liga Conferencia |
| 3    | Haka              | 32   | 27 | 7  | 11 | 9  | 35 | 42 | −7   |                                                  |
| 4    | Lahti             | 29   | 27 | 7  | 8  | 12 | 26 | 41 | −15  |                                                  |
| 5    | IFK Mariehamn (O) | 22   | 27 | 5  | 7  | 15 | 28 | 40 | −12  | Play-off por la permanencia                      |
| 6    | KTP (D)           | 20   | 27 | 5  | 5  | 17 | 21 | 44 | −23  | Segunda División                                 |

 Fuente: Veikkausliiga
Notas:
1. ↑  Ilves clasificó a la Liga Europa Conferencia como campeón de la Copa de Finlandia 2023.

### Resultados
| Local \ Visitante | HAK | ILV | KTP | LAH | MAR | OUL |
| ----------------- | --- | --- | --- | --- | --- | --- |
| Haka              |     | 2–2 | 2–0 | 2–0 |     |     |
| Ilves             |     |     |     |     | 2–1 | 3–2 |
| KTP               |     | 0–3 |     |     | 0–2 |     |
| Lahti             |     | 1–5 | 2–1 |     |     | 2–1 |
| IFK Mariehamn     | 2–1 |     |     | 0–0 |     |     |
| Oulu              | 1–1 |     | 2–0 |     | 3–2 |     |

## Play-offs para la Liga Europa Conferencia

### Cuadro de desarrollo
|  | Primera ronda | Primera ronda | Primera ronda |       |       | Semifinal     | Semifinal     | Semifinal     |  |     | Final              | Final              | Final              | Final              | Final              |  |
|  | 25 de octubre | 25 de octubre | 25 de octubre |       |       | 28 de octubre | 28 de octubre | 28 de octubre |  |     | 1 y 5 de noviembre | 1 y 5 de noviembre | 1 y 5 de noviembre | 1 y 5 de noviembre | 1 y 5 de noviembre |  |
|  |               |               |               |       |       |               |               |               |  |     |                    |                    |                    |                    |                    |  |
|  |               |               |               |       |       |               |               |               |  |     |                    |                    |                    |                    |                    |  |
|  | Honka         | Honka         | 0 (4)         |       |       |               |               |               |  |     |                    |                    |                    |                    |                    |  |
|  | Honka         | Honka         | 0 (4)         |       |       |               |               |               |  |     |                    |                    |                    |                    |                    |  |
|  | Inter Turku   | Inter Turku   | 0 (2)         |       |       |               |               |               |  |     |                    |                    |                    |                    |                    |  |
|  | Inter Turku   | Inter Turku   | 0 (2)         |       | Honka | Honka         | 5             |               |  |     |                    |                    |                    |                    |                    |  |
|  |               |               |               |       | Honka | Honka         | 5             |               |  |     |                    |                    |                    |                    |                    |  |
|  |               |               | Oulu          | Oulu  | 0     |               |               |               |  |     |                    |                    |                    |                    |                    |  |
|  | SJK           | SJK           | Oulu          | Oulu  | 0     | 2 (4)         |               |               |  |     |                    |                    |                    |                    |                    |  |
|  | SJK           | SJK           |               |       |       |               |               |               |  |     |                    |                    |                    |                    |                    |  |
|  | Oulu          | Oulu          | 2 (5)         |       |       |               |               |               |  |     |                    |                    |                    |                    |                    |  |
|  | Oulu          | Oulu          | 2 (5)         |       |       |               |               |               |  | VPS | VPS                | 1                  | 1                  | 2                  |                    |  |
|  |               |               |               |       |       |               |               |               |  | VPS | VPS                | 1                  | 1                  | 2                  |                    |  |
|  |               |               | Honka         | Honka | 0     | 0             | 0             |               |  |     |                    |                    |                    |                    |                    |  |
|  |               |               | Honka         | Honka | 0     | 0             | 0             |               |  |     |                    |                    |                    |                    |                    |  |
|  |               |               |               |       |       |               |               |               |  |     |                    |                    |                    |                    |                    |  |
|  |               |               |               |       |       |               |               |               |  |     |                    |                    |                    |                    |                    |  |
|  |               |               |               |       |       |               |               |               |  |     |                    |                    |                    |                    |                    |  |
|  |               |               |               |       |       |               |               |               |  |     |                    |                    |                    |                    |                    |  |
|  |               |               |               |       |       |               |               |               |  |     |                    |                    |                    |                    |                    |  |
|  |               |               |               |       |       |               |               |               |  |     |                    |                    |                    |                    |                    |  |
|  |               |               |               |       |       |               |               |               |  |     |                    |                    |                    |                    |                    |  |
|  |               |               |               |       |       |               |               |               |  |     |                    |                    |                    |                    |                    |  |
|  |               |               |               |       |       |               |               |               |  |     |                    |                    |                    |                    |                    |  |
|  |               |               |               |       |       |               |               |               |  |     |                    |                    |                    |                    |                    |  |

### Primera ronda
| 25 de octubre | SJK                                           | 2 – 2 (t. s.)(4 – 5 p.)    | Oulu                                         | Estadio OmaSP, Seinäjoki                                    |                                                             |
| 17:00 (UTC+2) | - Gasc 19' - Dunwoody 22'                     | Reporte                    | - Coffey 12' - Karjalainen 61' (pen.)        | Asistencia: 1709 espectadores Árbitro(s): Kaarlo Hämäläinen | Asistencia: 1709 espectadores Árbitro(s): Kaarlo Hämäläinen |
|               |                                               | Tiros desde el punto penal |                                              |                                                             |                                                             |
|               | - Moreno - Laine - Dunwoody - Obioha - Kaukua |                            | - Coffey - Selander - Tainio - Pallas - Affi |                                                             |                                                             |

| 25 de octubre | Honka                                | 0 – 0 (t. s.)(4 – 2 p.)    | Inter Turku                              | Tapiolan Urheilupuisto, Tapiola                           |                                                           |
| 17:00 (UTC+2) |                                      | Reporte                    |                                          | Asistencia: 934 espectadores Árbitro(s): Ville Nevalainen | Asistencia: 934 espectadores Árbitro(s): Ville Nevalainen |
|               |                                      | Tiros desde el punto penal |                                          |                                                           |                                                           |
|               | - Eremenko - Aalto - Koski - Muzinga |                            | - Hämäläinen - Tamminen - Almén - Diallo |                                                           |                                                           |

### Semifinal
| 28 de octubre | Honka                                                             | 5 – 0   | Oulu | Tapiolan Urheilupuisto, Tapiola                          |                                                          |
| 16:00 (UTC+2) | - Naamo 3' - Koski 32' - Jansen 44' - Arko-Mensah 52' - Ortiz 89' | Reporte |      | Asistencia: 1302 espectadores Árbitro(s): Oliver Reitala | Asistencia: 1302 espectadores Árbitro(s): Oliver Reitala |

### Final
| Ida; 1 de noviembre | Honka | 0 – 1   | VPS         | Tapiolan Urheilupuisto, Tapiola                            |                                                            |
| 17:00 (UTC+1)       |       | Reporte | Michael 85' | Asistencia: 954 espectadores Árbitro(s): Mohammad Al-Emara | Asistencia: 954 espectadores Árbitro(s): Mohammad Al-Emara |

| Vuelta; 5 de noviembre | VPS           | 1 – 0 (Global 2 – 0) | Honka | Hietalahti Stadion, Vaasa                             |                                                       |
| 15:00 (UTC+1)          | Bashkirov 44' | Reporte              |       | Asistencia: 2702 espectadores Árbitro(s): Joni Hyytiä | Asistencia: 2702 espectadores Árbitro(s): Joni Hyytiä |

## Play-off por la permanencia
| Ida; 25 de octubre | IF Gnistan | 0 – 0   | IFK Mariehamn | Mustapekka Areena, Helsinki                             |                                                         |
| 17:00 (UTC+2)      |            | Reporte |               | Asistencia: 1622 espectadores Árbitro(s): Antti Munukka | Asistencia: 1622 espectadores Árbitro(s): Antti Munukka |

| Vuelta; 29 de octubre | IFK Mariehamn                              | 3 – 0 (Global 3 – 0) | IF Gnistan | Wiklöf Holding Arena, Mariehamn                         |                                                         |
| 17:00 (UTC+1)         | - Olawale 40' - Hopcutt 72' - Ngamba 90+1' | Reporte              |            | Asistencia: 4000 espectadores Árbitro(s): Peiman Simani | Asistencia: 4000 espectadores Árbitro(s): Peiman Simani |

- IFK Mariehamn venció 3–0 en el resultado global y se mantuvo en la Veikkausliiga, IF Gnistan permaneció en la Ykkönen.

## Goleadores
- Actualización final 1 de noviembre de 2023
| Rank | Jugador             | Club                | Goles |
| ---- | ------------------- | ------------------- | ----- |
| 1    | Bojan Radulović     | HJK Helsinki        | 18    |
| 2    | Peter Godly Michael | VPS Vaasa           | 17    |
| 3    | Ashley Coffey       | AC Oulu             | 13    |
| 4    | Jaime Moreno        | SJK Seinäjoki       | 11    |
| 5    | Juan Lescano        | FC Haka Valkeakoski | 9     |
| 6    | Darren Smith        | FC Inter Turku      | 8     |
| 6    | Santeri Haarala     | FC Ilves Tampere    | 8     |
| 6    | Rasmus Karjalainen  | AC Oulu             | 8     |
| 7    | Jeremiah Streng     | SJK Seinäjoki       | 7     |
| 7    | Elias Mastokangas   | FC Haka Valkeakoski | 7     |
| 7    | Tuomas Ollila       | HJK Helsinki        | 7     |
| 7    | Niklas Jokelainen   | AC Oulu             | 7     |
| 6    | Matheus Alves       | FC Lahti            | 6     |
| 6    | Clésio              | FC Honka Espoo      | 6     |
| 6    | Mika Junco          | KTP Kotka           | 6     |
| 6    | Urho Nissilä        | KuPS Kuopio         | 6     |
| 6    | Willis Furtado      | KTP Kotka           | 6     |
| 6    | Ariel Ngueukam      | IFK Mariehamn       | 6     |